# Leila Forouhar
Leila Forouhar (persiska لیلا فروهر), född 23 februari 1959 i Isfahan, Kejsardömet Iran, är en persisk sångerska och skådespelerska.